# Чайковский (кратер)
Чайковский — кратер на Меркурии. Диаметр составляет 171 километр. Находится в квадранте Койпера.
Кратер назван в честь русского композитора Петра Ильича Чайковского (1840—1893 гг.) Такое название было принято Международным астрономическим союзом (МАС) в 1976 году.
Кратеры Веронезе и Мистраль находятся к юго-западу от Чайковского. Джотто — к северо-западу, Лермонтов — к северу. Хейстэк Катена — к юго-востоку.